# Ли Сяолу
Ли Сяолу (также известна как Лу Лу и Жаклин Ли; род. 1982) — китайская актриса, получившая наибольшую известность за главную роль в фильме «Сю Сю: Сосланная» (1999). За эту же роль она была удостоена премии «Золотая лошадь» в номинации «Лучшая актриса».
Родилась в 1982 году в Аньцине, провинция Аньхой, но своё детство провела в Пекине, где жила и обучалась при одной из крупнейших киностудий Китая — Киностудии Первого августа (кит. 八一电影制片厂), где в то время работали её родители: мать, американская актриса китайского происхождения Чжан Вэйсинь, и отец, актёр и режиссёр Ли Даньнин. Ли Сяолу начала сниматься в фильмах в возрасте трёх лет. Высшее образование девушка получала в Beijing American English language institute (кит. 北京美国英语语言学院), по окончании которого продолжила успешную кинокарьеру.
В марте 2012 года Ли Сяолу получила предложение руки и сердца от китайского актёра Цзя Найляна (кит. 贾乃亮) и в том же году родила ему дочь Елену. В скором времени актриса, которая никогда не выделялась богатыми формами, стала выходить в свет в декольтированных платьях, которые подчёркивали внезапно появившуюся пышную грудь. В октябре 2019 года в Сети появились три интимных видеозаписи Ли и рэпера PG One, который был её любовником с 2017 года. 14 ноября 2019 года Ли и Цзя развелись.

## Фильмография
| Год  |   | Русское название           | Оригинальное название    | Роль     |
| ---- | - | -------------------------- | ------------------------ | -------- |
| 1998 | ф | Сю Сю: Сосланная           | 天浴                     | Сю Сю    |
| 2005 | ф | Про любовь                 | 關於愛                   |          |
| 2005 | ф | Радуга                     | 我心飞翔                 |          |
| 2007 | ф | Кровные братья             | 天堂口                   |          |
| 2008 | ф |                            | 桃花运                   |          |
| 2009 | ф | Пятое измерение            | Push                     | Pop Girl |
| 2009 | ф | Одна ночь в супермаркете   | One Night in Supermarket |          |
| 2009 | ф | Любовь с седьмого взгляда  | 7天愛上你                |          |
| 2010 | ф | Затерявшиеся в путешествии | Lost on Journey          |          |